# Tamara Nosowa
Tamara Makarowna Nosowa (ros. Тама́ра Мака́ровна Но́сова; ur. 1927 w Moskwie, zm. 2007 tamże) – radziecka i rosyjska aktorka filmowa. Ludowy Artysta Federacji Rosyjskiej (1992). Żona radzieckiego pisarza Witalija Gubariewa.
Pochowana na Cmentarzu Wagańkowskim w Moskwie.

## Wybrana filmografia
- 1948: Młoda gwardia jako Walentina Filatowa
- 1950: Upadek Berlina jako Katia
- 1956: Noc sylwestrowa
- 1964: Wesele Balzaminowa